# Give ’Em Hell
Give ’Em Hell ist das Debütalbum der NWoBHM-Band Witchfynde. Das Album wurde im Februar 1980 via Rondelet Records veröffentlicht. 2004 erschien durch Lemon Records eine Wiederveröffentlichung des Albums mit drei Bonustiteln.

## Entstehungsgeschichte
1979 erlangte die drei Jahre zuvor gegründete Metal-Band Witchfynde einen Plattenvertrag bei Rondolet Records. Vor Veröffentlichung des Albums erschien im Dezember 1979 die Single Give ’Em Hell / Gettin’ Heavy. Beide Lieder waren Bestandteil des Debütalbums, das im Frühjahr 1980 erschien. Das Album wurde in Deutschland über Bellaphon vertrieben. Im Anschluss tourte die Band im Vorprogramm von Def Leppard durch das Vereinigte Königreich.

## Albumcover
Das Album zeigt einen Ziegenkopf mit langen Haaren und Bart vor schwarzem Hintergrund und mit einem darüber stehenden Pentagramm. Farblich rot markiert sind Bandname, Albumtitel und Augen, sowie ein weiteres Pentagramm auf der Stirn der Ziege. Eventuell hat die Band Venom für ihr Artwork Anleihen von diesem Album genommen.

## Titelliste
1. Ready to Roll – 4:15
2. The Divine Victim – 5:03
3. Leaving Nadir – 6:12
4. Gettin’ Heavy – 3:52
5. Give ’Em Hell – 4:03
6. Unto the Ages of the Ages – 8:54
7. Pay Now – Love Later – 3:33

Die Wiederveröffentlichung aus dem Jahr 2004 enthält außerdem die Titel The Devil’s Gallop, Tetelestai und Wake Up Screaming.

## Stil
Im Tales of the Macabre wurde die Musik früher Witchfynde-Alben als eine obskure Version von Black Sabbath in Verbindung mit den Frühwerken von Judas Priest beschrieben. In ihren Texten bezog die Band sich auf okkulte und satanische Themen, bevor die als Black-Metal-Vorreiter geltende Band Venom dies tat. Wie viele Bands der frühen NWOBHM verband die Band ihren Hard Rock mit Punk-Elementen. Im Gegensatz zu den zeitgleich aktiven Venom und Angel Witch hat die Band aber auch Anleihen aus dem Progressive Rock entnommen.

## Rezeption
Zum Zeitpunkt der Veröffentlichung wurde das Album gemischt aufgenommen. Viele Rezensenten stellten eine Verbindung zu Black Sabbath und Ozzy Osbourne her und kritisierten den künstlichen Satanismus und Okkultismus, der auf dem Album zu Schau getragen wurde. Andere Rezensenten, so zum Beispiel Jaspers und Oliviers in ihrem Buch Encyclopedia of Hard Rock und Heavy Metal, sowie Matthias Mader (New Wave of British Heavy Metal Vol. 2) lobten das Album dagegen wegen der Mischung aus „kurzen, aggressiven Metal-Tracks (…) und getragenen, nahezu unheimlich anmutenden Experimentalsongs“.
Lars Ulrich von Metallica stellte im Jahr 1990 den Sampler NWOBHM ’79 Revisited zusammen, auf dem der Titel Leaving Nadir enthalten ist. Obwohl die Band noch vor Venom und Bathory okkulte Themen aufgriff und ebenso wie diese auf ihrem Debütalbum einen Ziegenkopf und einen Drudenfuß auf dem Cover darstellte, wurde ihr dafür seitens der späteren Black-Metal-Szene keine Bedeutung beigemessen.